# SF Terra
SF Terra is een Nederlandse SF-vereniging die een tijdschrift uitgeeft met dezelfde naam. 
De vereniging startte in 1971 onder de naam Terra. Het eerste tijdschrift kwam pas uit in juli 1972. Vanaf deel 45 werd hier voor de afkorting SF gevoegd.
De vereniging besteedt van oorsprong af veel aandacht aan de Perry Rhodan SF-reeks. SF Terra is dan ook van origine ontstaan uit passie voor Perry Rhodan. Die Nederlandstalige serie dreigde destijds te verdwijnen van de Nederlandse markt. Door een handtekeningenactie en een petitie aan de uitgever werd besloten om door te gaan met de serie.
De vereniging TERRA is een niet-commerciële organisatie, die zich ten doel stelt om fantasy, sciencefiction en horror te promoten in welke vorm dan ook.  
Zij doen dit onder andere door het uitgeven van een semi-professioneel clubblad (fanzine) met verhalen, interviews (met onder meer schrijvers), artikelen en rubrieken zoals het allerlaatste nieuws, recensies (van boeken, films, video’s en DVD’s), agenda en ruimtevaart.
Tevens trachten zij jaarlijks een manifestatie te organiseren, waarin een boekenmarkt, forums en discussies, soms een expositie, een of meer SF/F/H-prominenten, computergames en allerlei andere activiteiten.
Ook is er ten minste een keer per jaar een filmmarathon: 12 uur lang films op grootbeeldscherm.
Elke derde zaterdag is er een contactavond: op die avond zijn er wisselende activiteiten. Leden en introducées kunnen dan bijvoorbeeld onder het genot van drankjes met elkaar en met het bestuur en de redactie kennismaken en van gedachten wisselen. Ook worden er films vertoond en spellen gespeeld. Tevens is er de mogelijkheid om (op eigen kosten) met elkaar te eten.
Verder heeft SF Terra voor leden weer een boekenservice. 